# Fort piechoty rdzenia 10 „Prądnik Biały”
Fort 10 „Prądnik Biały” – jeden z fortów Twierdzy Kraków. Powstał około 1907 r., na miejscu szańca FS 10. Był to standardowy fort obrony bliskiej nowego rdzenia twierdzy. Obiekt na rzucie prostokąta. Kamienno-ceglano-stalobetonowy, jednokondygnacyjny.
Po 1921 r. częściowo zburzony. W latach 70. XX wieku zachowaną część fortu zabudowano halą produkcyjną. Pozostałości Fortu 10 Prądnik Biały (czołowy schron koszarowy) znajdowały się przy ul. Wybickiego w Krakowie.
Wyburzony w kwietniu 2018 r. w niewyjaśnionych okolicznościach po zgłoszeniu w Powiatowym Inspektoracie Nadzoru Budowlanego, ale bez konsultacji z miejskim konserwatorem. Fort figurował w gminnej ewidencji zabytków pod błędnym adresem (Wielicka zamiast Wybickiego).